# Alstahaug

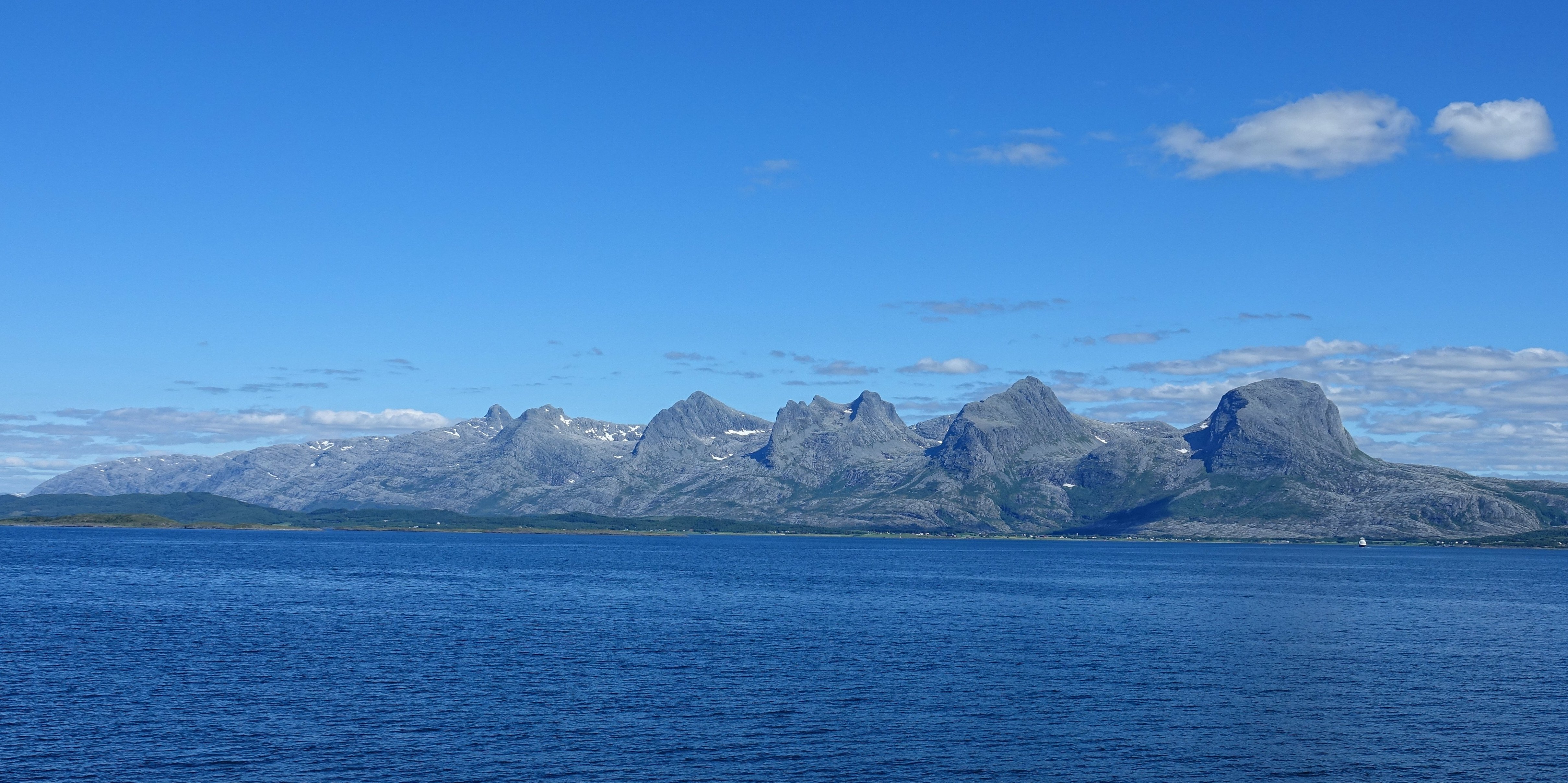
Bergformation De sju søstre

Alstahaug ist eine Kommune im norwegischen Fylke Nordland. Die Kommune hat 7465 Einwohner (Stand: 1. Januar 2025). Verwaltungssitz ist die Stadt Sandnessjøen.

## Geografie
Die Kommune liegt über mehrere Inseln verteilt an der Küste der Landschaft Helgeland. Hauptinsel ist Alsta, deren Nordostspitze zur Nachbarkommune Leirfjord gehört, weitere größere Inseln sind Offersøya, Tjøtta, Rødøya und Mindlandet. Zu Leirfjord hat Alstahaug die einzige Landgrenze, die weitere Grenzlinie verläuft im Meer. Alsta wird durch den Vefsnfjord vom Festland getrennt.
Die höchste Erhebung ist die Botnkrona, die einen Teil der bekannten Bergformation De sju søstre (deutsch Die sieben Schwestern) im Osten Alstas darstellt, mit einer Höhe von 1071,8 moh. Zwischen dem östlichen und westlichen Teil der Insel befindet sich der Botnfjord, ein Nebenarm des Leirfjords. Die restlichen Inseln sowie der westliche Bereich von Alsta, wo auch die Stadt Sandnessjøen liegt, verfügen hingegen über flaches Terrain. Sandnessjøen ist der einzige sogenannte Tettsted, also die einzige Ansiedlung, die für statistische Zwecke als eine städtische Siedlung gewertet wird. Zum 1. Januar 2024 lebten dort 6056 Einwohner. Auf der Insel Alsta liegt der Flughafen Sandnessjøen, Stokka.
Alstahaug hat wie viele andere Kommunen der Provinz Nordland weder Nynorsk noch Bokmål als offizielle Sprachform, sondern ist in dieser Frage neutral.

## Geschichte

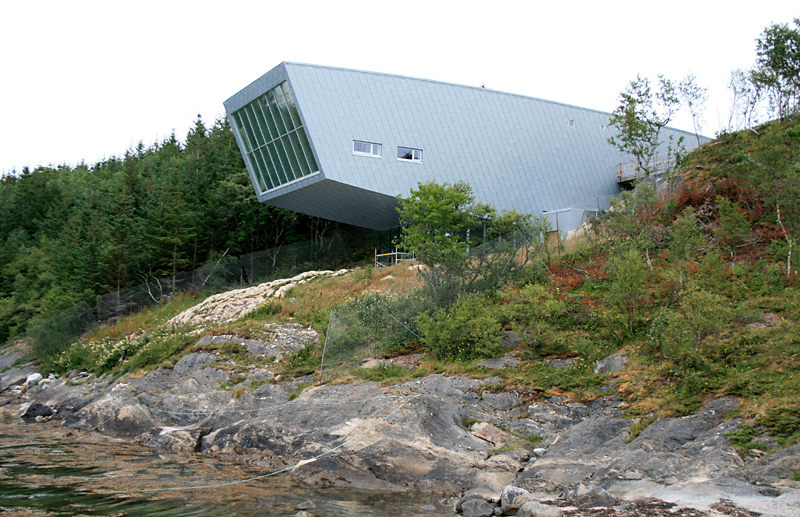
„Petter Dass Museum“ in Alstahaug

Im Gebiet der heutigen Kommune wurden viele archäologische Funde gemacht, die dazu führen, dass man Siedlungen auf der Insel Mindlandet zu den ältesten Wohnorten in der Region Helgeland zählt. Im Jahr 1963 wurde ein Grabfund gemacht, der auf die frühe Bronzezeit datiert wird.
Die Kirche von Alstahaug (Alstahaug kirke) wurde im Jahr 1200 errichtet. Der bekannte Kirchenliedverfaser Petter Dass war dort ab 1689 als Pfarrer tätig. Im Bereich des Pfarrhofes wurde 2007 das Petter-Dass-Museum eröffnet. Im Jahr 1863 wurde die Steinkirche zu klein und das Gebäude wurde in der Folge ausgebaut.
Die Kommune Alstahaug wurde nach der Einführung der kommunalen Selbstverwaltung im Jahr 1837 gegründet, zu diesem Zeitpunkt umfasste sie ein weit größeres Gebiet. Bis 1917 wurde sie auf sieben Gemeinden aufgeteilt, nämlich auf Alstahaug, Tjøtta, Herøy, Sandnessjøen, Leirfjord, Vevelstad und Nordvik. Zum 1. Januar 1965 erfolgte eine Zusammenlegung von Alstahaug mit Teilen von Tjøtta und Sandnessjøen. Der Anteil Alstahaugs am Festland wurde im Jahr 1995 an Vefsn übertragen, wodurch Alstahaug zu einer reinen Inselkommune wurde.
Auf der Insel Tjøtta liegen zwei Kriegsfriedhöfe. Auf einem liegen russische Kriegsgefangene aus dem Zweiten Weltkrieg begraben, auf dem anderen die etwa 2750 Toten, die bei der Bombardierung des Gefangenenschiffes Rigel starben. Nach 1945 wuchs die Bevölkerungszahl der Gemeinde an, ab den 1980er-Jahren verlangsamte sich dieser Vorgang. Das Wachstum beschränkt sich vor allem auf die Stadt Sandnessjøen und ihre Umgebung, während die restlichen Gebiete einen Rückgang der Einwohnerzahlen zu verzeichnen haben.

## Wirtschaft
Die Landwirtschaft spielt eine größere Rolle, wobei vor allem Rinder- und Schafhaltung betrieben wird. Die landwirtschaftlich genutzten Flächen dienen vor allem als Wiesen und Weidegrund. Die Bedeutung der Fischerei ist rückläufig. In der industriellen Produktion ist der Maschinenbau der Bereich mit den meisten Arbeitnehmern. Der Hauptbereich liegt dabei bei Produkten für den Offshorebereich, wie Schiffen oder Ölplattformen. Alstahaug ist zudem touristisch erschlossen und ein hoher Anteil der Arbeitsplätze ist im Bereich der Übernachtungen, Gaststätten und des Handels vorzufinden. Die Zeitung Helgelands Blad wird in Sandnessjøen herausgegeben. Im Jahr 2019 arbeiteten von 3625 Menschen 2998 in Alstahaug selbst, ein geringerer Anteil war in Gemeinden wie Vefsn, Leirfjord oder Rana tätig.

## Wappen und Name
Das Kommunewappen besteht aus einem silbernen Hintergrund mit einem blauen Dornenbalken. Der Balken symbolisiert die Bergformation Die Sieben Schwestern, die sich im Meer spiegelt.
Der Name der Kommune leitet sich vom altnordischen Namen Alastarhaugr ab. Er setzt sich aus dem altnordischen Inselnamen Alǫst sowie dem vermutlichen früheren Hofnamen Haug zusammen.

## Sehenswürdigkeiten
- Petter Dass Museum, erbaut 2004 bis 2007 nach Plänen des Architekturbüros Snøhetta.
- Kirche von Alstahaug

## Persönlichkeiten
- Petter Dass (etwa 1646–1707), Theologe, Lyriker und Kirchenliedverfasser
- Anna Rebecka Hofstad (1878–1900), norwegische Köchin, bekannt geworden als Svarta Bjørn
- Einar Moxnes (1921–2006), Politiker (Senterpartiet), Abgeordneter und Minister